# Temotupatrijsduif
De temotupatrijsduif of santacruzpatrijsduif (Pampusana sanctaecrucis) is een vogel uit de familie van de duiven van het geslacht Pampusana. Het is een bedreigde, endemische vogelsoort op drie eilanden in Melanesië. De vogel werd in 1935 geldig beschreven door de vogelkundige en evolutiebioloog Ernst Mayr. 

## Kenmerken
De vogel is 23 cm lang. Het is een vrij kleine, plomp uitziende duif die vooral op de grond foeragerend wordt waargenomen. Het mannetje is bruin van boven met een paarse glans op de vleugels. De kop en borst zijn lichtgrijs met een roze vlek op de keel. Vrouwtjes zijn bruinachtig op de borst en hebben een groene glans op de bruin gekleurde vleugels.

## Verspreiding en leefgebied
Deze soort is endemisch op drie eilanden: Tinakula en Utupua (Santa Cruz-eilanden) en Espiritu Santo (Vanuatu). Het leefgebied is tropisch regenwoud of restanten natuurlijk bos in agrarisch landschap op hoogten tussen de 300 en 1000 meter boven zeeniveau.

## Status
De temotupatrijsduif heeft een zeer beperkt verspreidingsgebied en daardoor is de kans op uitsterven aanwezig. De grootte van de populatie werd in 2018 door BirdLife International geschat op 218 tot 1070 volwassen individuen en de populatie-aantallen nemen af door habitatverlies. Het leefgebied wordt aangetast door de introductie van katten, ratten, uitheemse soorten planten en door ontbossing. Hierdoor treedt predatie op en/of veranderen of verdwijnen de hellingbossen op de eilanden.  Om deze redenen staat deze soort als bedreigd op de Rode Lijst van de IUCN.